# Leyde
Pour les articles homonymes, voir Leyde (homonymie).
Leyde (prononcé : /lɛd/ ; en néerlandais : Leiden, /ˈlɛi̯də(n)/ ; en ancien français et ancien néerlandais : Leyden) est une commune et ville néerlandaise située dans le nord de la province de Hollande-Méridionale, entre Amsterdam et La Haye, à une dizaine de kilomètres de la côte de la mer du Nord. En décembre 2024, elle compte 130 638 habitants, pour une agglomération d'environ 282 207 habitants.
Les clefs du paradis détenues par l'apôtre Pierre, patron de l'église et de la ville, figurent en croix et rouges sur l'écu de la ville. Le drapeau et blason flottant municipal est rouge traversé horizontalement d'une bandeau blanc, avec un cercle à senestre figurant les clefs de l'écu. La ville bastionnée — les remparts ayant aujourd'hui disparu — est promue universitaire après sa défense en 1574 face à l'armée espagnole. Cette victoire militaire reste largement célébrée par le 3 oktoberfeest. Leyde, qui voit naître Rembrandt en 1606, est aujourd'hui une ville de services modernes rassemblant plus de 80 % d'actifs. Alliée à ses rivales urbaines, Amsterdam, Haarlem et Rotterdam, elle constitue le milieu historique permettant la naissance et la Constitution des Pays-Bas au XVIe siècle. En partie distancée par ces dernières au cours du XXe siècle et située dans la zone centrale de la Randstad, elle appartient toujours au cœur économique de la nation néerlandaise.
Leyde est actuellement la quatrième ville de Hollande-Méridionale par sa population (après Rotterdam, La Haye et Zoetermeer) et la vingtième au niveau national. Elle est renommée pour les monuments de ses quartiers anciens, en particulier ses églises (Hooglandse Kerk, Marekerk, église Saint-Louis et église Saint-Pierre), son université (dont fait partie l'observatoire de Leyde), marché aux fromages, ses canaux et moulins à vent, ainsi que les sculptures égyptiennes du Rijksmuseum van Oudheden et riches collections de ses bibliothèques. La ville a une place particulière dans l'histoire européenne de l'imprimerie et de l'édition, en particulier par le journal politique du XVIIIe siècle dénommé la Gazette de Leyde. Le jardin de fleurs de plantes à bulbe dit du Keukenhof, mondialement célèbre, est situé à moins d'une vingtaine de kilomètres au nord, dans une commune de sa périphérie, Lisse.

## Toponymie

### Lugdunum Batavorum, une invention humaniste
Leyde proviendrait de Lugdunum Batavorum qui désigne une petite cité gauloise du Ier siècle sur le Vieux Rhin. Les Elzevier reprendront le toponyme romain sur la page de titre de leurs éditions du XVIe siècle au XVIIe siècle. Quelques historiens[Lesquels ?] érudits du siècle des Lumières pensent que le site initial suit une certaine continuité[réf. nécessaire]. Ils assimilent ainsi le Leithen des archivistes à un nom latin. Mais les ressources de la paléographie, de l'archéologie et de la phonétique ont progressivement contredit cette hypothèse.
La localisation exacte du site répertorié par les cartes romaines n'est pas précise. Pourtant, avant de devenir une cité éphémère par le fruit d'intenses échanges commerciaux née du limes militaire, le Lugdunum Batavorum primitif semble être un campement romain à la frontière de l'Empire. La présence d'un camp de grande importance est prouvée, principalement par la découverte au début des années 1990 du canal de Corbulon, tranchée de 28 kilomètres de long et de 15 mètres de large creusée au Ier siècle pour relier le Vieux Rhin (Leyde) à l'estuaire du fleuve Meuse (par Naaldwijk), le site correspondant à l'antique Lugdunum des Bataves est sur la ville actuelle de Katwijk-aan-Zee.

### Une ville médiévale née d'un village:Leithen
Leithen, avant de prétendre au statut de ville serait un hameau gallo-romain situé entre la Breestraat (actuelle rue principale, qui est historiquement une digue de protection) et le canal de Rapenburg. Là se situe donc le cœur le plus ancien de la ville avec la construction de l'église Saint Pierre. Le fait que la Breestraat soit une digue est encore visible car l'hôtel de ville est bâti sur le point le plus haut de la ville ; le fort de Burcht est artificiellement surélevé.
Il semble que les petites cités bataves, en particulier Lugdunum Batavorum, connaissent un fort déclin au début du haut Moyen Âge. L'essor économique au IXe siècle promeut un simple village en ville d'abord modeste, puis florissante à l'embouchure du grand fleuve avant le millénaire chrétien. Leythen en 1050, Leithen vers 1150 est une ville prospère répertoriée comme possession de l'évêché d'Utrecht. Après 1400, le toponyme Leyden puis Leiden s'impose définitivement alors que Leithis est une variante préservée en latin médiéval. Leiden francisé très tôt en Leyde est devenu le nom néerlandais, qui peut s'écrire Leijden en hollandais. L'étymon leithen ou leiden, qui signifie encore en néerlandais et en allemand « conduire, emmener, porter… » est à l'origine de Leithen.

## Géographie

### Situation

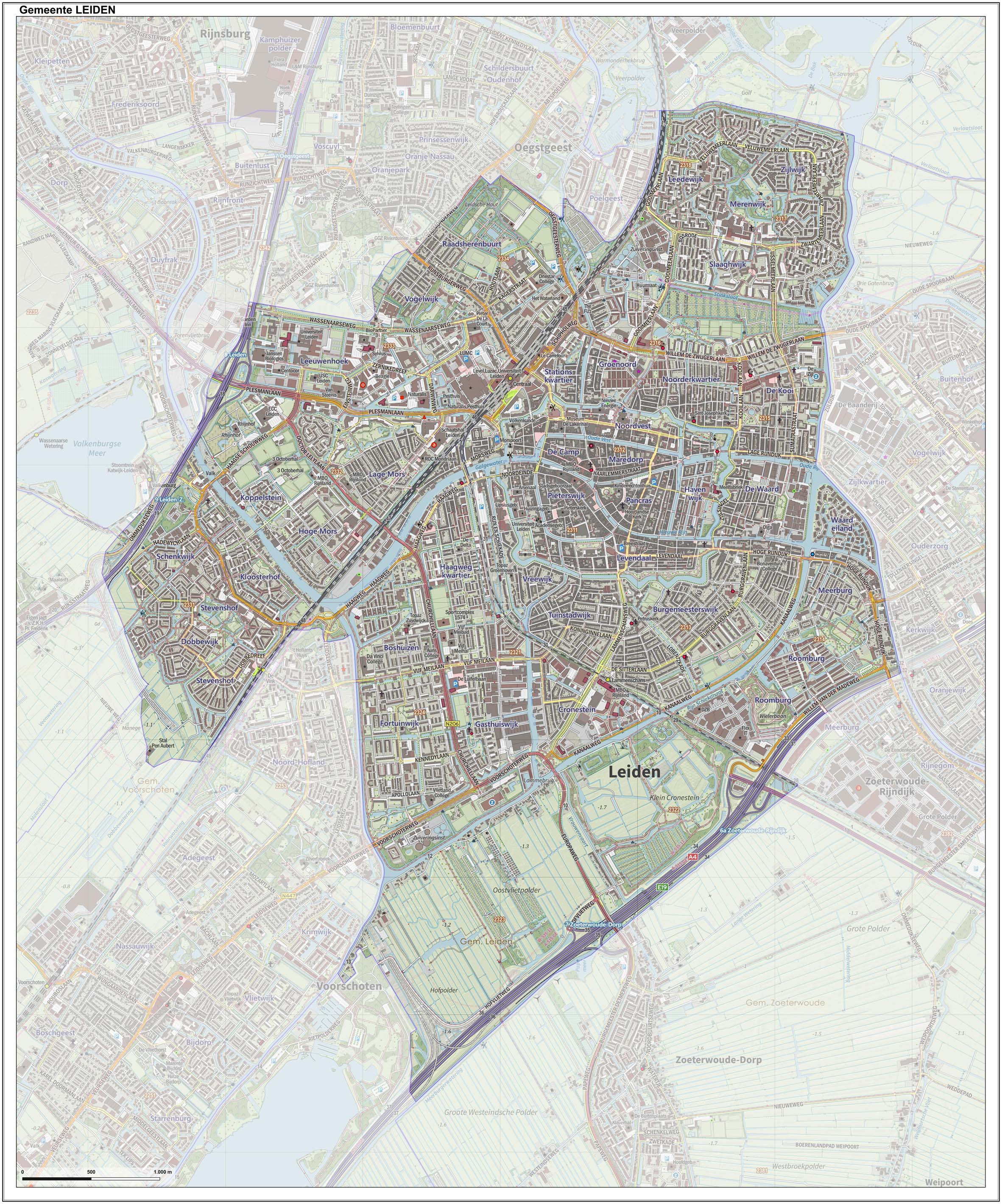
Carte topographique de Leyde (2017).

Le territoire de Leyde est situé entre le Vieux Rhin, du moins le tracé de son cours antique et médiéval et les petites rivières, nommées le Vliet, le Mark, le Doet et le Zyl. La ville actuelle, qu'une extension historique fait déborder de ses remparts, est toujours traversée par le vieux fleuve et des canaux. Elle se situe à 39 kilomètres au sud-ouest d'Amsterdam et reste à 10 kilomètres de la mer par le Vieux Rhin.

### Transports
La gare de Leyde-Central est un nœud important du réseau de transports local, régional et des grandes lignes ferroviaires. En 2014, elle est la cinquième gare la plus fréquentée des Pays-Bas.

### Communes limitrophes
| Oegstgeest | Teylingen                          |             |
| Katwijk    | Leyde                              | Leiderdorp  |
| Wassenaar  | Voorschoten, Leidschendam-Voorburg | Zoeterwoude |

## Histoire

### Origines

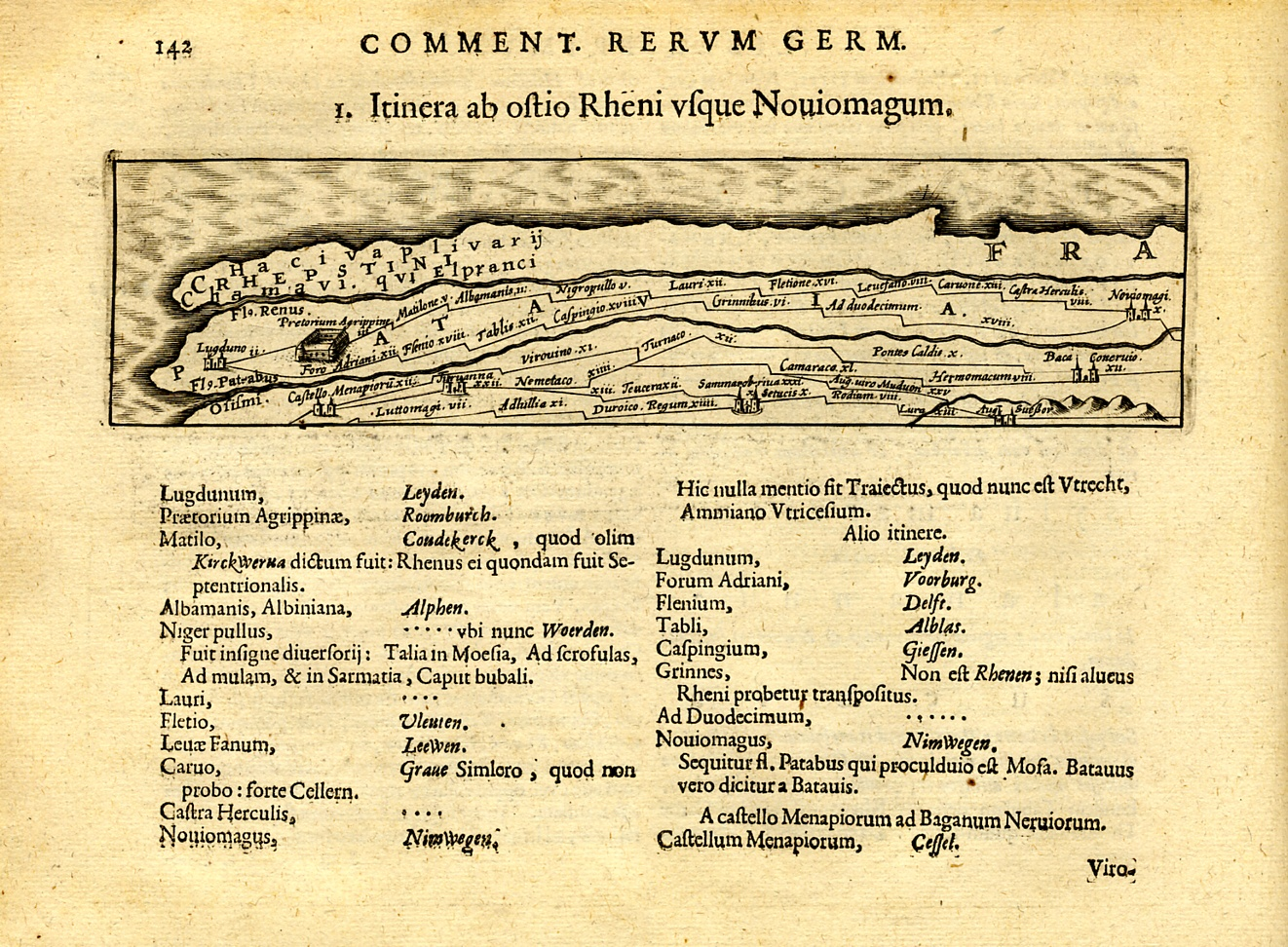
Table de Peutinger : région de Leyde

Les transgressions marines et les modifications du cours des fleuves sont les causes des évolutions des sites humains et des migrations de populations, plus déterminantes que le rôle des hommes dans cette région de Hollande méridionale. Le passé heurté laisse ainsi place à un débat sur la localisation primitive des premiers habitats denses.
Les plus anciennes preuves de la ville médiévale près d'un bras du Vieux Rhin, encore principale embouchure au XIIe siècle sont les remparts et les fortifications latérales. À un emplacement particulièrement stratégique, le fort nommé Burcht élevé sur un tertre artificiel au XIe siècle défend la ville. Cette citadelle a d'abord été construite en bois vers 830 au moment où la ville semble embryonnaire et ne prend son aspect actuel en pierre qu'au cours du XIIe siècle. À la même époque une seconde église est construite juste à côté. Il n'est pas exclu que la ville d'alors comporte une population romane d'origine urbaine, comme l'atteste l'ancien français parlé de façon populaire, à côté du latin des clercs, dans maintes cités fortifiées d'Allemagne.
À la fin du XIIIe siècle, la ville, célèbre pour son église gothique Saint-Pierre et son château des comtes (nl) sur la place de la justice (nl) (Gravensteen aan het Gerecht) à l'entrée de sa grande rue (Breestraat), ses marchés aux porcs et aux bestiaux (bovins), décline brusquement.

### Second essor médiéval et début des Temps modernes
La seconde renaissance de la ville médiévale — sans doute dépourvue d'un important trafic marchand — commence en 1347 quand les tisserands d'Ypres apportent une intense activité drapière. L'implantation successive de générations d'ouvriers flamands en quête de liberté relance les fabrications textiles, en l'occurrence les draps de lin et de laine. En dépit de la forte décroissance démographique de l'Europe occidentale lors des décennies qui suivent, la ville hollandaise maintient sa vaillance économique. La ville prospère, réputée pour sa toile camelot, est accaparée par Jean de Bavière en 1420. Maître de l'État bourguignon, Philippe le Bon prend les terres de sa cousine Jacqueline de Bavière.
Durant la Réforme protestante, la présence de tisserands fait pencher la ville dans le camp protestant, à défaut de celui de l'anabaptisme. La cité rejoint le camp des insurgés du nord, fondateurs des Pays-Bas. Les sièges à répétition ne brisent pas la résistance des habitants, rassemblés sous l'union des anciens partis rivaux qui les commandent par la noblesse locale, celle des Van den Bergh, Goes van Abbmade, Van der Marck et Van Alphen. Assiégée par une troupe espagnole de 6 000 hommes, Leyde et son bourgmestre Van der Werff résistent à plusieurs assauts pendant quatre mois en 1574 durant le siège de Leyde.
Guillaume le Taciturne longtemps hésitant, suit ses conseillers qui l'incitent à user de l'arme hydraulique. Il fait ouvrir les digues et ennoyer le pays. Le désordre qui s'ensuit fait patauger les troupes espagnoles et permet surtout à ses bateaux ravitailleurs d'approcher et mettre un terme au siège le 3 octobre, date qui donne naissance au 3 oktoberfeest de la ville. Le stathouder est impressionné par la détermination des défenseurs et leur offre une université en 1575.
Après une reprise démographique qu'atteste la construction de l'hôtel de ville dès 1579, Leyde, se fortifie en 1611. Sa quatrième enceinte, connue depuis 1249, correspond très exactement au centre-ville actuel. À cette époque, cependant, de nombreuses rues n'existent pas car la ville développe un important réseau de canaux ce qui lui vaut le nom de « Venise néerlandaise ». En témoigne le quai du Galgewater qui était le chantier de construction municipale. Les maisons préfabriquées qui en sortent sont menées vers les nouveaux quartiers en érection par les canaux. De même les écluses ou moulins vers les aménagements hydrauliques.

### Leyde à l'âge classique

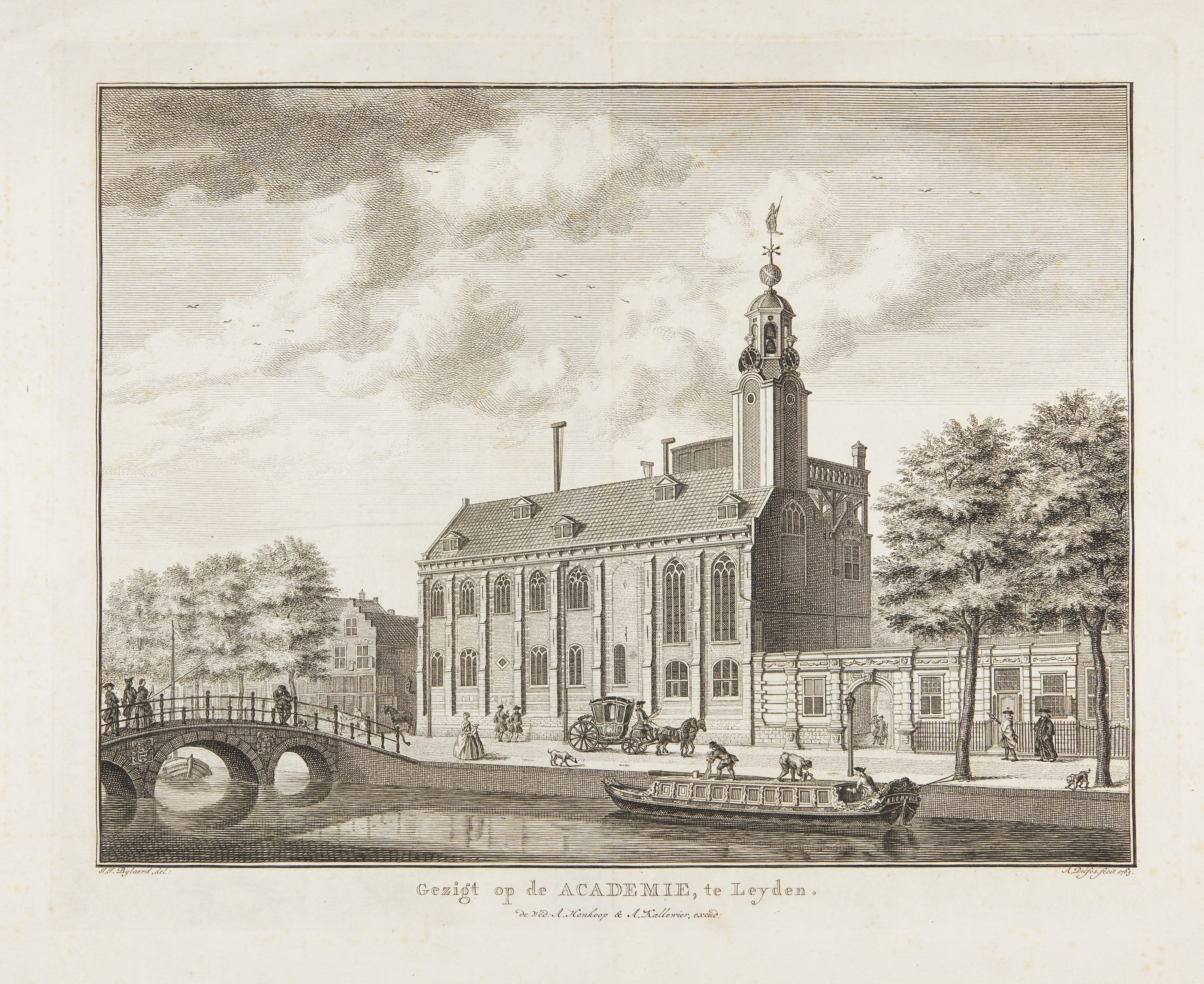
Vue de Leyde, gravure d'Abraham Delfos.

Le centre comporte, outre l'hôtel de ville et l'église gothique Saint-Pierre, une douane, un arsenal et un hospice d'invalides ainsi que des tribunaux. L'institution universitaire, au départ modeste, est à l'origine d'une grande ville universitaire à l'âge classique. Y professent les maîtres Clusius (botaniste à l'origine du jardin botanique), Douza le lettré humaniste, Scaliger le philosophe, Lipsius l'humaniste, Saumaise et Heinsius les philologues, mais aussi les théologiens Gomar, Episcopius, Arminius et plus tard le médecin clinicien, botaniste, pharmacien et chimiste Boërhaave, le physicien Van Musschenbroek et le philologue Ruhnkenius. Y étudient Grotius, Descartes, Fielding et Goldsmith. Y publient les auteurs soucieux d'une grande diffusion, les chercheurs en quête de qualité et de précision scientifiques, les penseurs fuyant les persécutions ou craignant la censure. Spinoza vit la partie la plus significative de sa vie dans la banlieue de Leyde, à Rijnsburg, où se trouve actuellement le musée Spinoza.
La Leyde universitaire qui attire un flot de protestants de diverses sectes ou affiliations souvent puritaines est une rivale de l'université voisine de Louvain. En 1613, deux maîtres en théologie leydois, Jacobus Arminius et Francescus Gomarus, se brouillent sur la question augustinienne de la prédestination, portant le trouble religieux à toute la Hollande. À la suite d'Arminius, les remontrants convaincus de l'action terrestre efficace sur un plan divin de l'homme sont majoritaires au conseil municipal de Leyde. Il essaie de préserver le calme dans leur cité. Le gouverneur Maurits, s'appuyant sur le camp des contre-remontrants, séduit par la thèse gomarienne, prend le pouvoir par la force en 1618. La famille remontrante ou arminienne du peintre Rembrandt, habitant Weddesteg, y perd ses fonctions publiques, forçant par l'effet de vengeance son fils à l'exil vers Amsterdam. Avec Gerrit Dou, Frans van Mieris ou Jan Steen habitant le Langebrug (ou long pont), Leyde reste néanmoins un centre pictural raffiné.
La liberté personnelle est garantie par la justice hollandaise. Les publications et la presse sont favorisées par une liberté intellectuelle qui fait défaut dans les autres pays soumis à une censure régalienne ou ecclésiastique. Les Nouvelles de Leyde peuvent librement parler de tout. Les livres imprimés ainsi que la presse sont rédigés en langue française afin de se répandre facilement dans toute l'Europe. Des éditeurs, populaires ou érudits, savants ou artistes, animent ce foyer intellectuel, en particulier la famille Elzevier venue de Louvain, porteuse d’art typographique.
La ville de libraires est également renommée au XVIIe siècle — elle le sera encore plus aux siècles suivants après avoir cédé une seconde place économique hollandaise due à son activité drapière — pour ses sociétés savantes et leurs bibliothèques et collections scientifiques et d'antiquités, son observatoire astronomique fondé en 1623, ses musées, sa production de bulbes, l'élevage de bétail, la qualité du beurre et des fromages sur le marché aux fromages.
En 1655, malgré des mesures de confinement par quartiers, la peste décime la ville.

### Leyde au siècle des Lumières, sous la Révolution et l'Empire

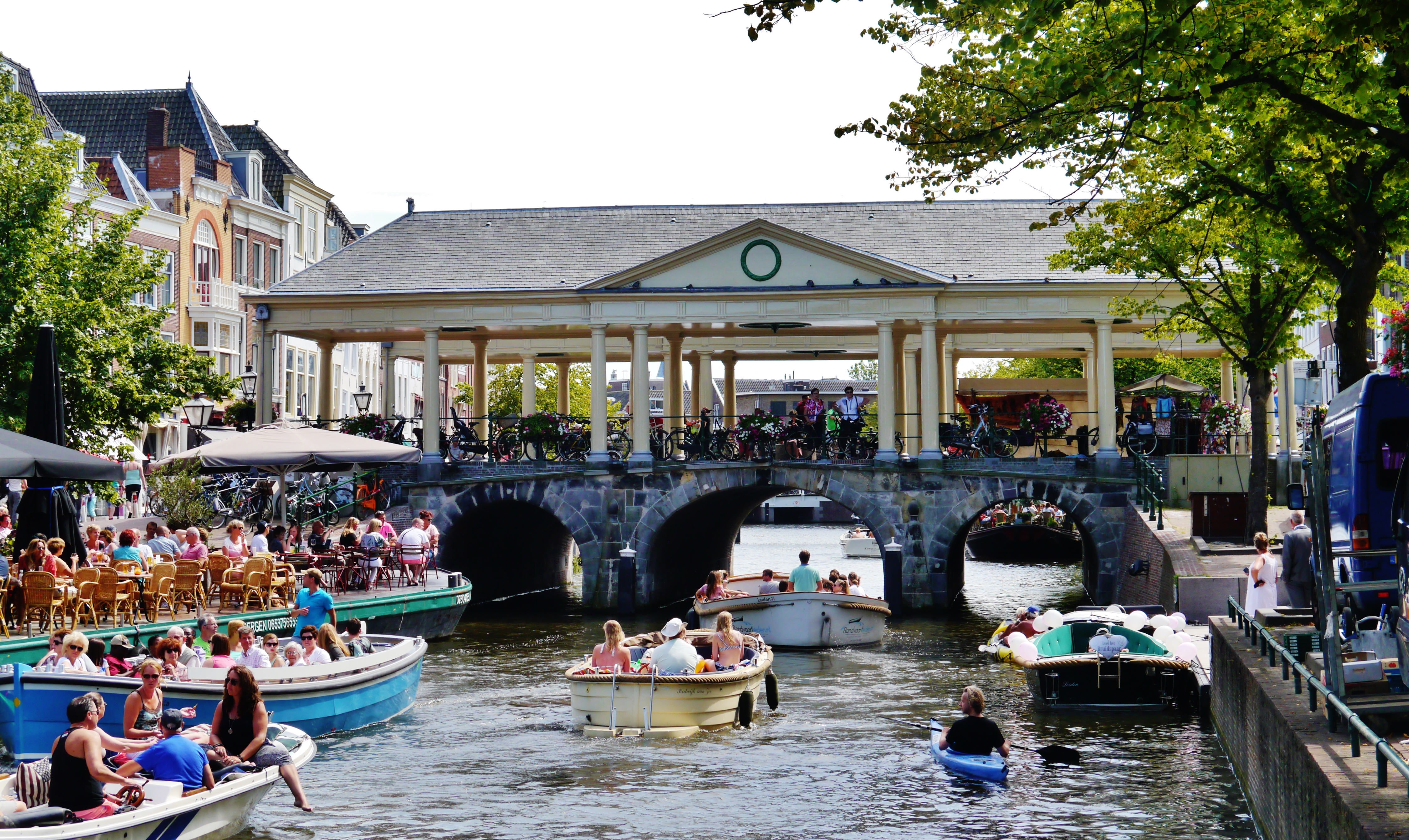
Le Koornbrug, au centre de la ville.

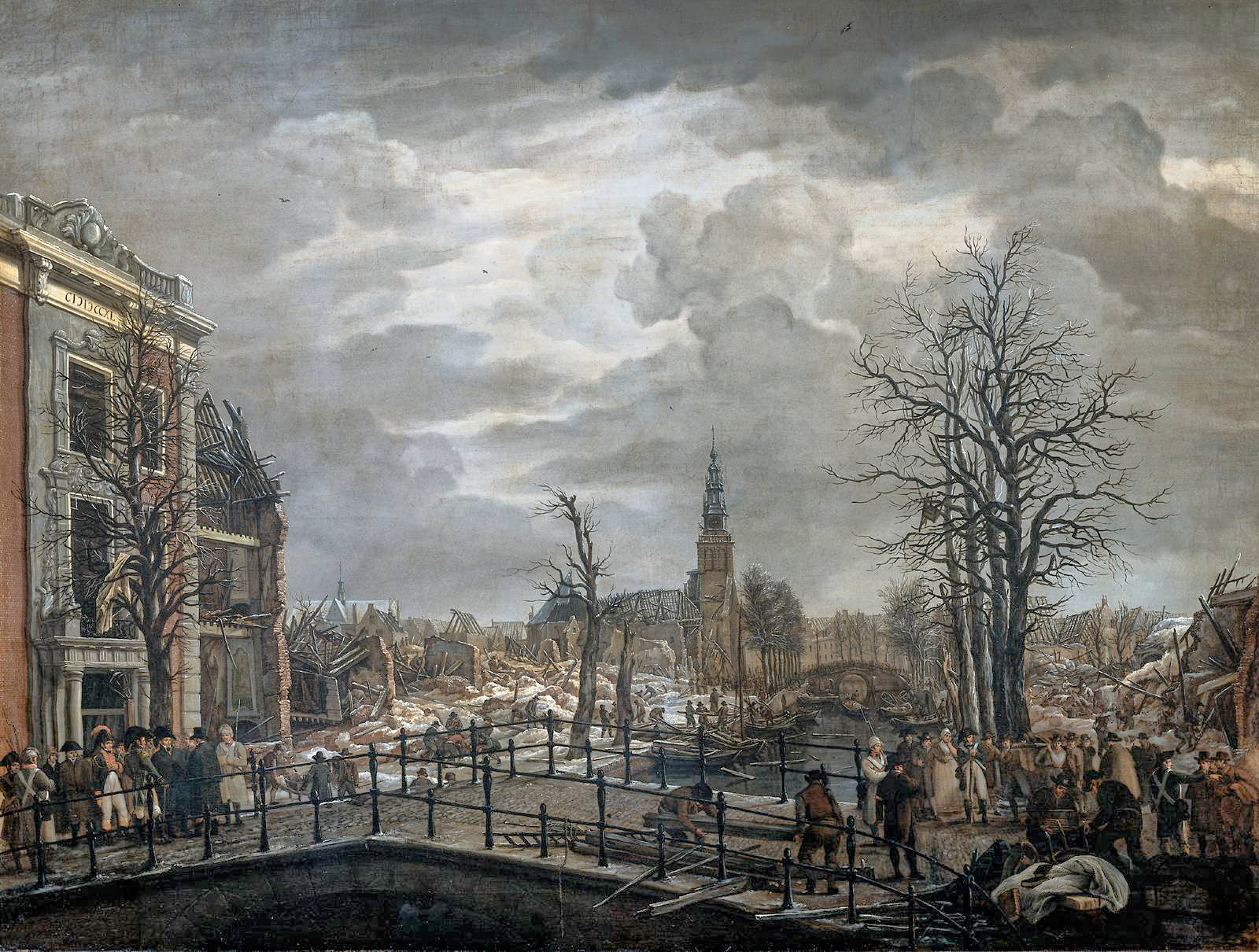
Le Rapenburg, Leyde, 3 jours après l'explosion d'un navire de poudre le 12 janvier 1807 de Carel Lodewijk Hansen (1765-1840).

La ville s'affirme en centre mondial de l'imprimerie. L'architecture du Rapenburg témoigne de cette époque.
La ville est occupée par les armées françaises en 1793. Annexée avec l'ensemble des Pays-Bas hollandais et autrichiens, Leyde est l'éphémère chef-lieu d'arrondissement des Bouches-de-la-Meuse. En 1807, l'explosion accidentelle d'un bateau chargé de poudre rase le quartier proche du port.

### Expansion industrielle après 1860
En 1860, la ville, située dans la plaine, dispose d'une gare sur la voie de chemin de fer vers Amsterdam et compte 38 000 habitants. La fabrique de draps et d'étoffes de laine, la filature de laine, les indiennes alors en déclin, se maintiennent néanmoins à côté des forges, des tanneries et des distilleries de genièvre. L'industrie du livre et les activités d'édition conservent leur ampleur ainsi que les activités horticoles, agricoles, fruitières et fromagères traditionnelles. 
L'industrie métallurgique rejoint le développement des arts graphiques, le secteur des matériaux de construction et l'industrie agro-alimentaire déjà implantés pour assurer une lente et difficile croissance. Les canaux sont comblés principalement à la fin du XIXe siècle à la fois pour des raisons sanitaires du fait de l'accroissement de densité de l'habitat ouvrier et pour faire face à l'augmentation de la circulation et du trafic marchand.
Témoignage du bouillonnement éditorial, Leyde est la ville de naissance de la revue De Stijl animé par le théoricien Théo van Doesburg et le peintre Piet Mondrian. En 1920, la population compte 58 000 habitants.
Au XXe siècle, la ville s'étend au nord-ouest et l'on construit à la croisée du Vieux Rhin (Oude Rijn) et du Nouveau Rhin (Nieuwe Rijn) à l'emplacement particulièrement stratégique du fort de Burcht. En 1955, la ville compte 94 893 habitants. Au milieu des années 1960, la commune dépasse le seuil de 100 000 habitants. L'activité est encore industrielle : industries textiles et alimentaires, métallurgie et construction mécanique, papeterie et imprimerie forment les principaux pôles.

## Politique et administration

### Jumelages
- Oxford (Royaume-Uni) depuis 1946
- Krefeld (Allemagne) depuis le 3 octobre 1974
- Toruń (Pologne) depuis 1988
- Juigalpa (Nicaragua) depuis 1988
- Buffalo City (Afrique du Sud) depuis 1996
- Montbazon (France) depuis 2008

## Population et société

### Démographie

#### Historique de la population
|      | Commune | Agglomération | Aire urbaine |
| ---- | ------- | ------------- | ------------ |
| 1960 | 96 440  | 172 927       | 222 616      |
| 1970 | 101 221 | 203 849       | 262 507      |
| 1980 | 103 446 | 218 366       | 282 906      |
| 1990 | 110 423 | 235 492       | 308 393      |
| 2000 | 117 191 | 235 515       | 312 762      |
| 2009 | 116 787 | 250 154       | 334 570      |
| 2024 | 130 638 | 282 207       | 365 913      |

### Sports
Leyde a été la ville de départ du Tour de France 1978.

## Culture et patrimoine

### Patrimoine bâti et architecture
La ville de Leyde a conservé nombre d'édifices urbains anciens, parmi lesquels :
- le château Burcht sur sa butte artificielle,
- l'église Saint-Pierre du XIVe siècle,
- l'église Saint-Louis du XVe siècle,
- l'église saint Pancrace du XVe siècle,
- l'église de Mare du XVIIe siècle,
- le bâtiment de l'université complété au XVIe siècle,
- l'hôtel de ville de la fin du XVIe siècle,
- le poids public du début du XVIIe siècle,
- la Bibliotheca Thysiana, la plus vieille bibliothèque des Pays-Bas du XVIIe siècle
- 100 poèmes muraux (en français : Apollinaire, Baudelaire, Desnos, Plantin, Reverdy, Rimbaud, Ronsard).

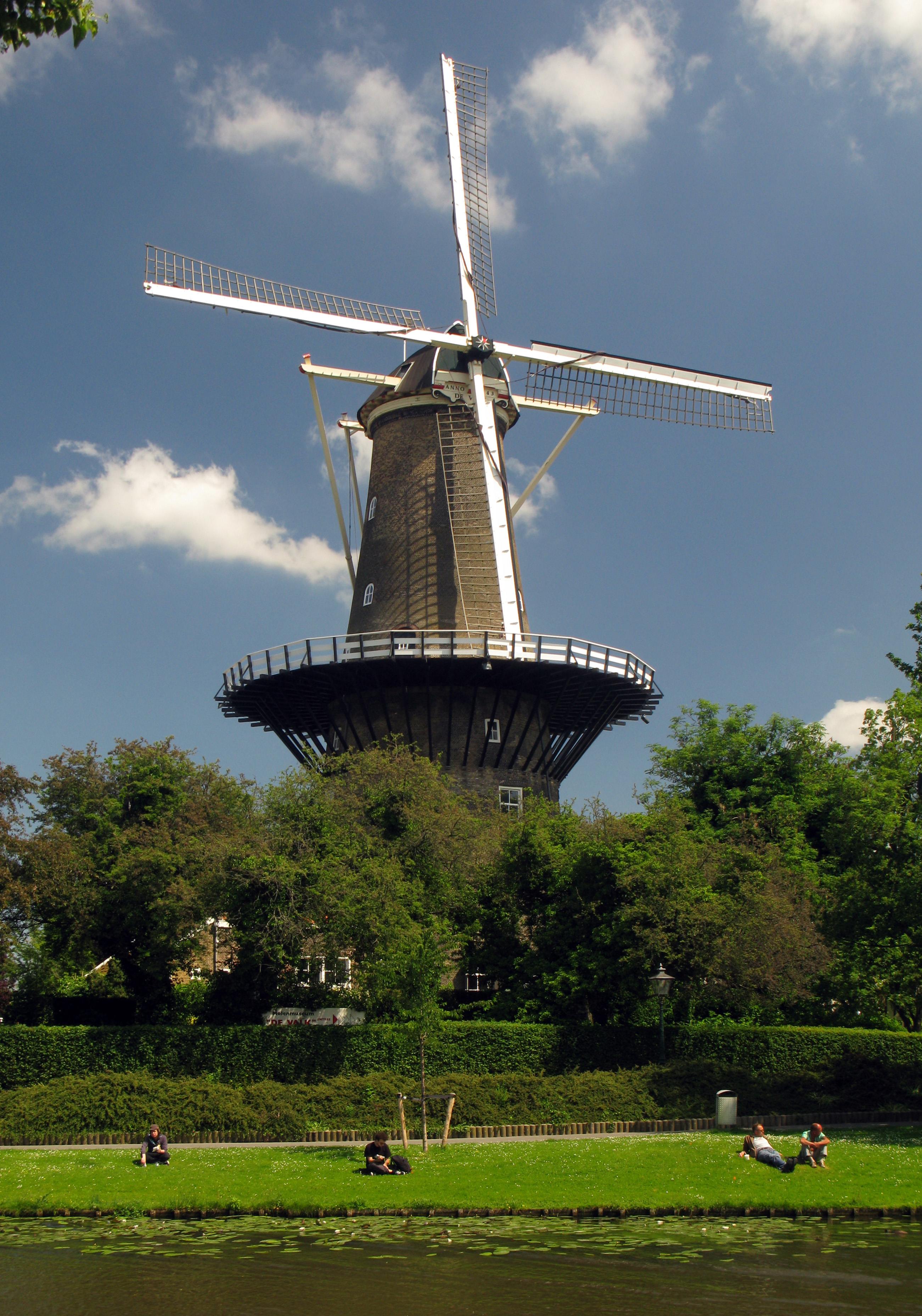
Moulin à vent De Valk.
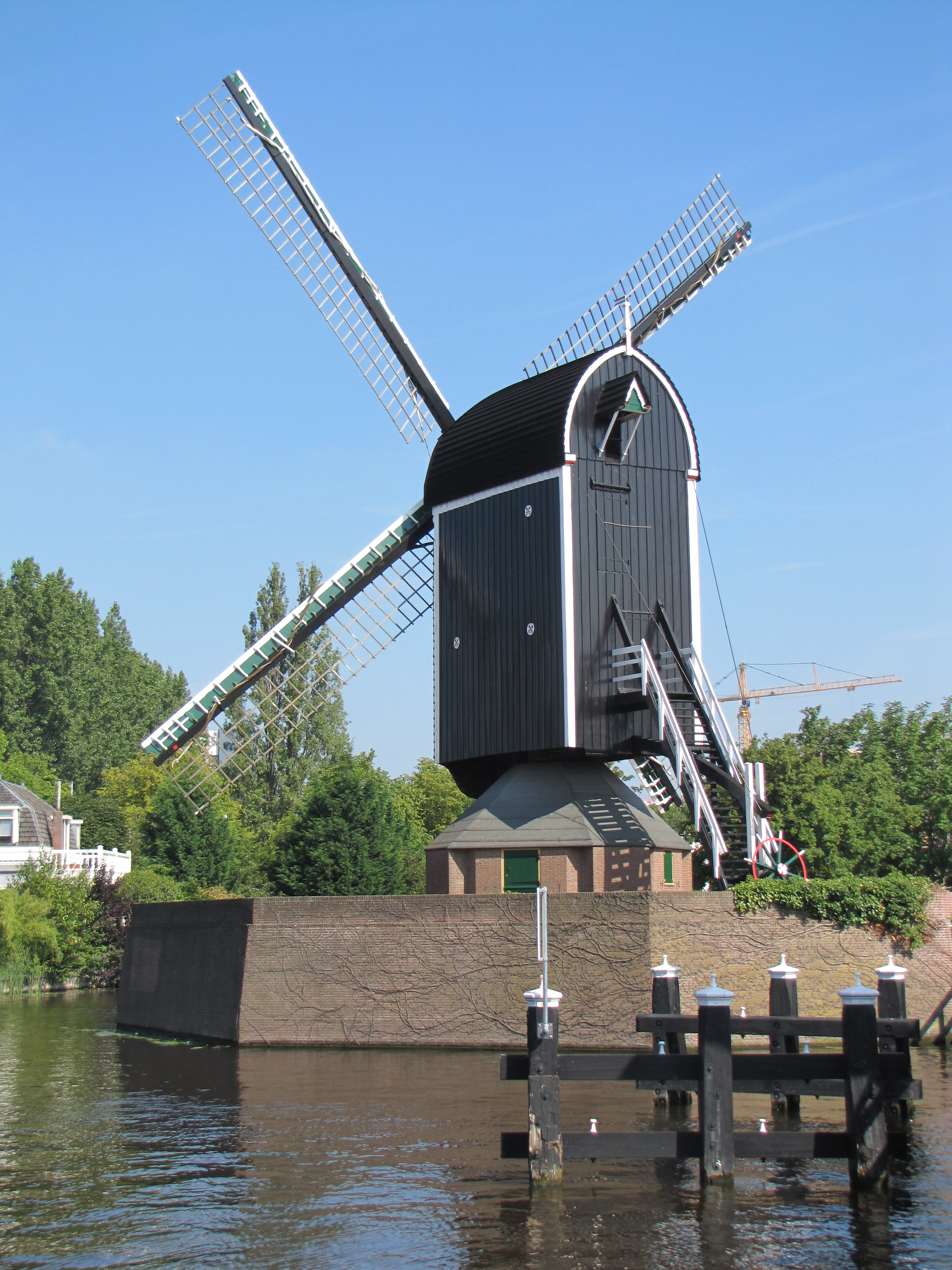
Moulin à vent De Put.
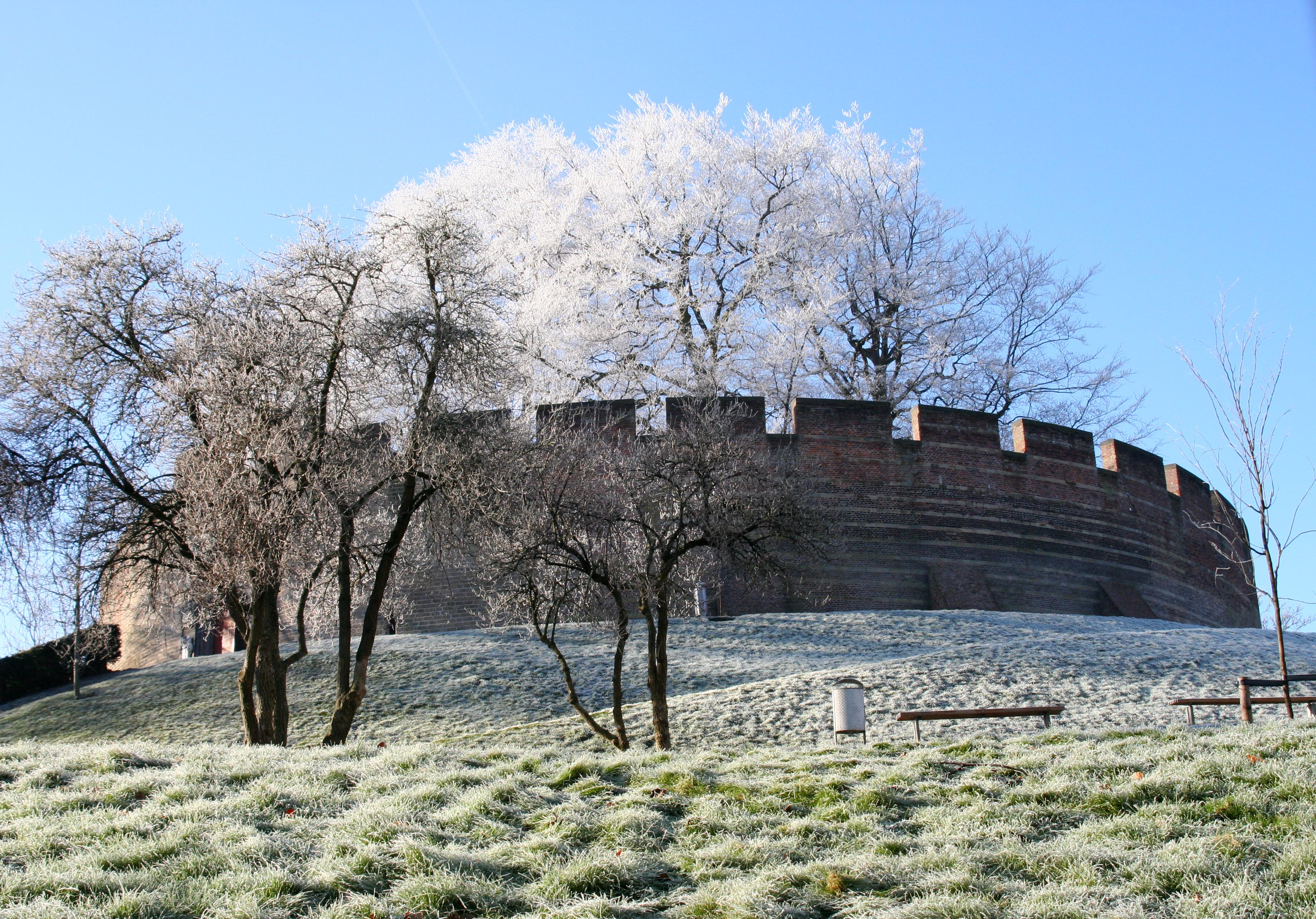
Ancien château-fort Burcht de Leyde.
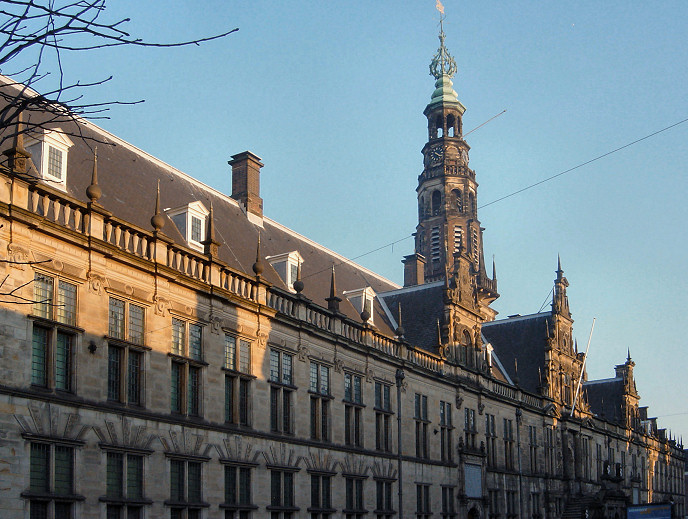
Hôtel de ville.
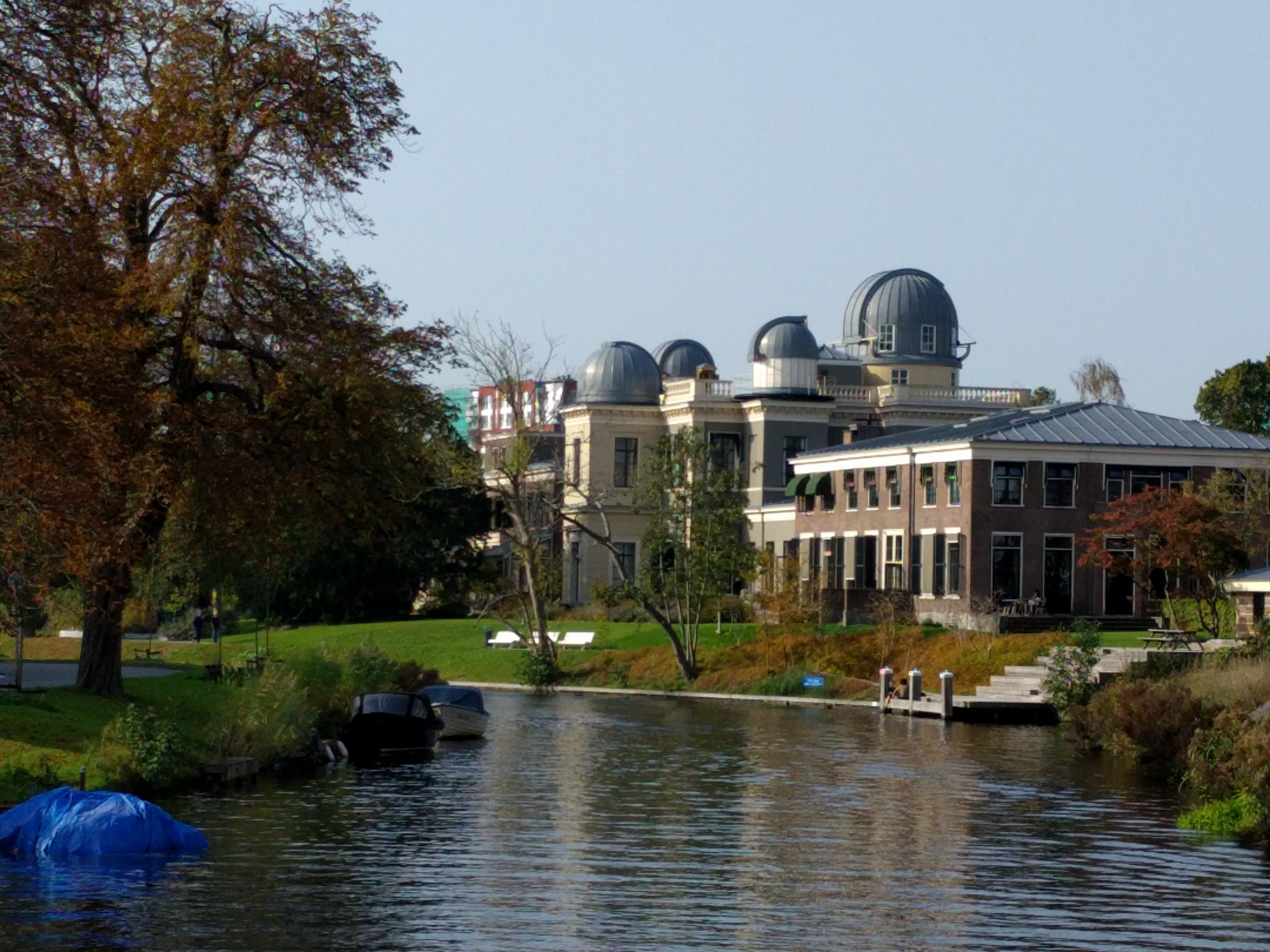
Ancien observatoire.
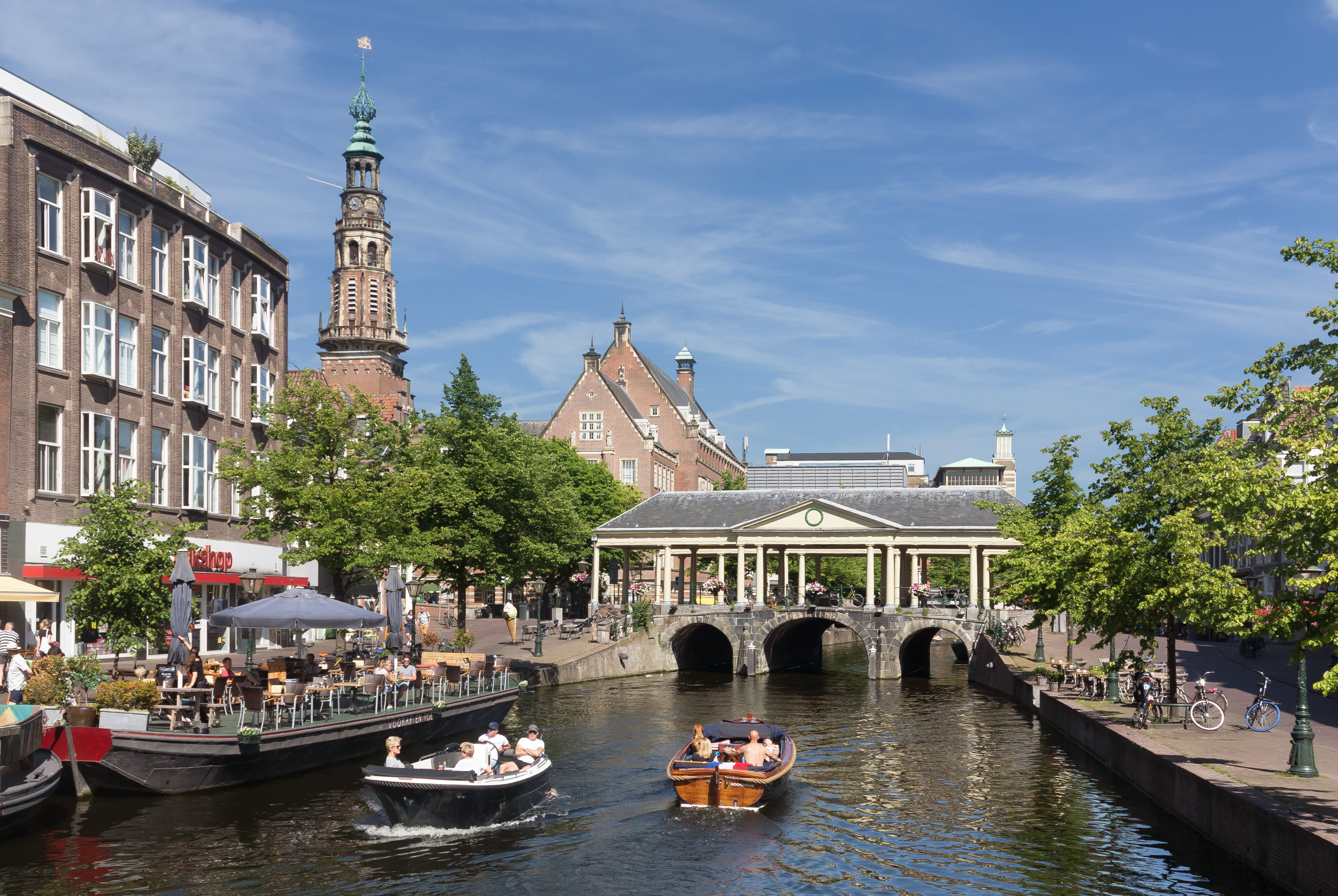
Koornbrugsteeg avec la tour l'Hôtel de ville à l'arrière.
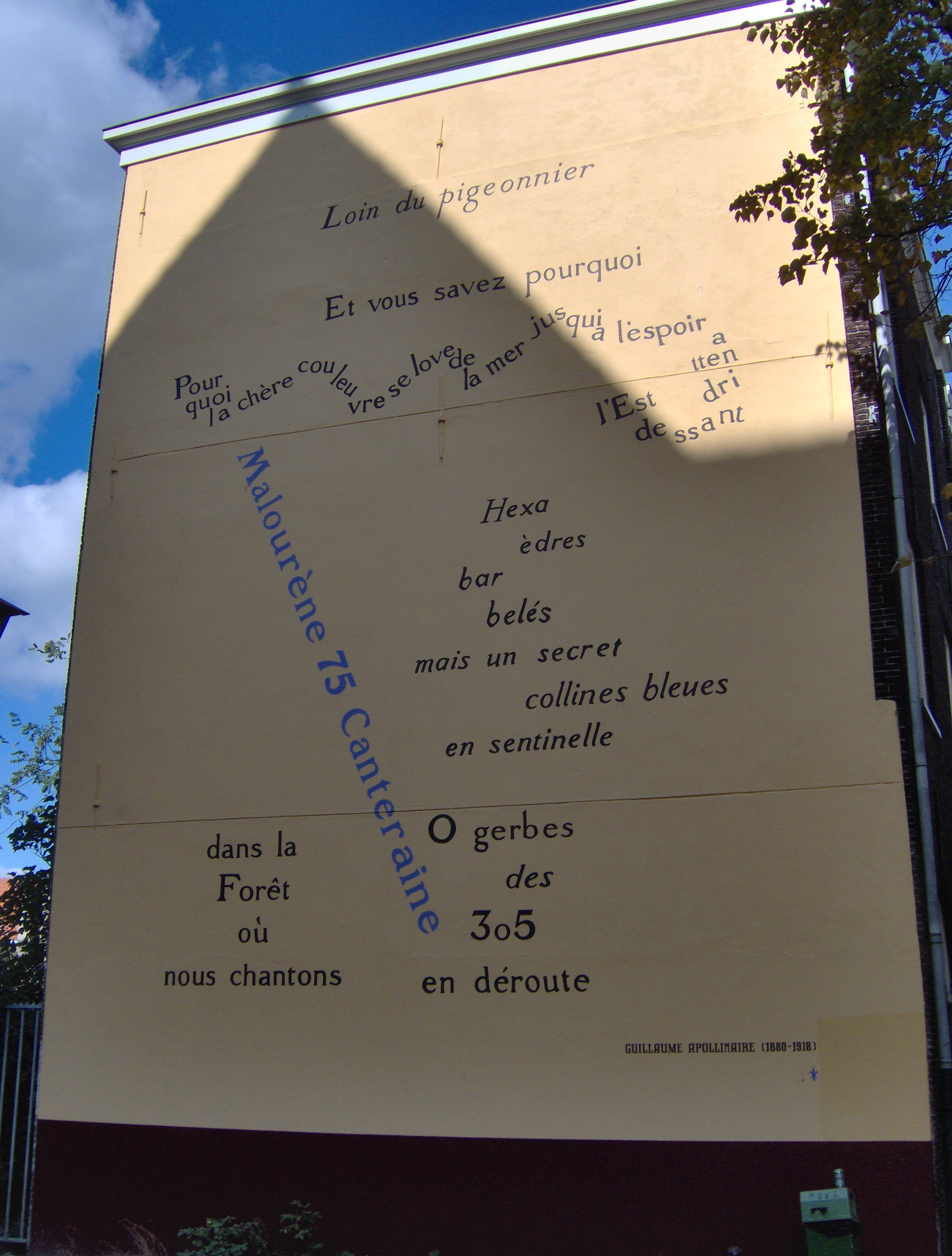
Poème d'Apollinaire.
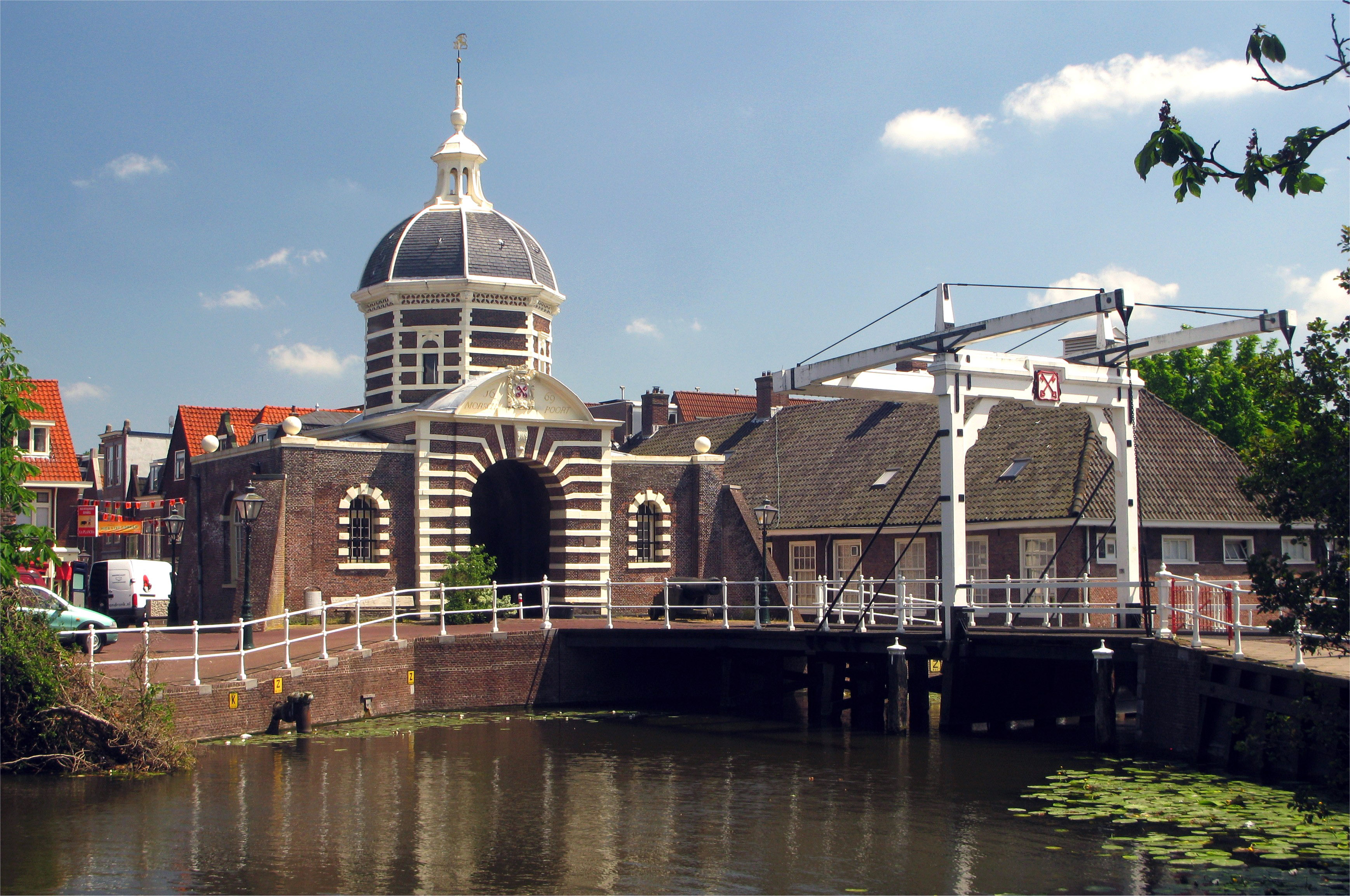
Porte occidentale (Morspoort).
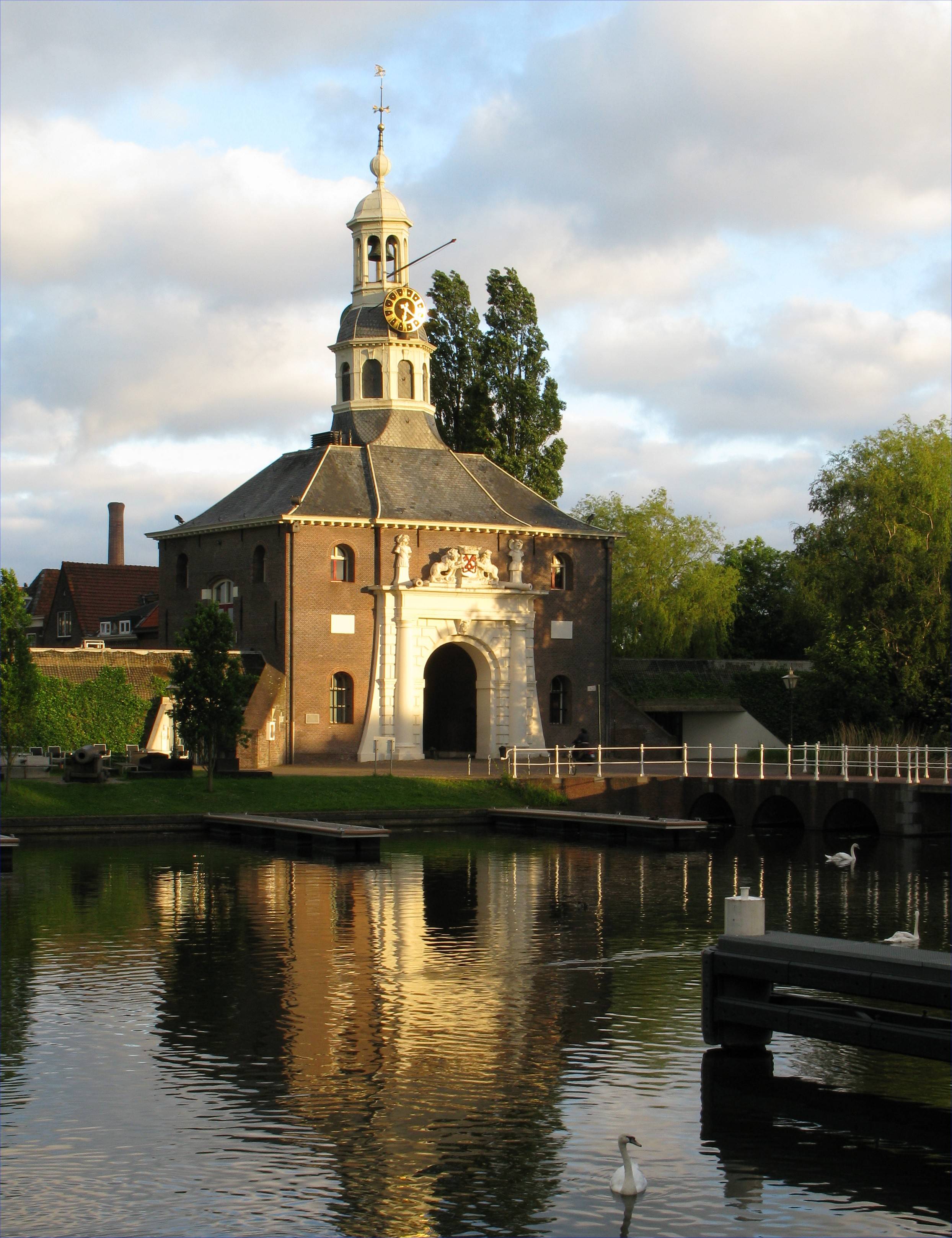
Porte orientale (Zijlpoort).
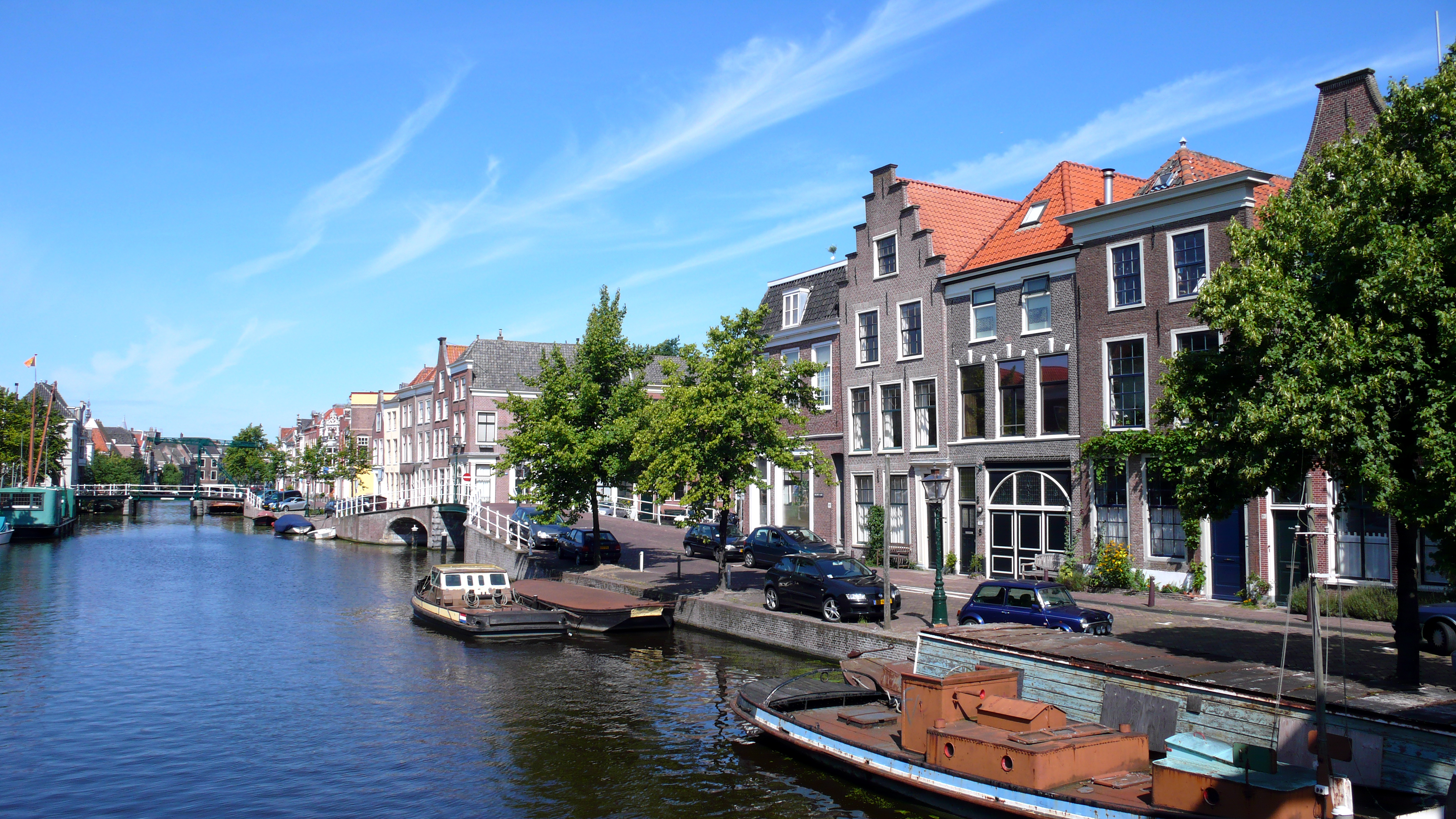
Nouveau Rhin.
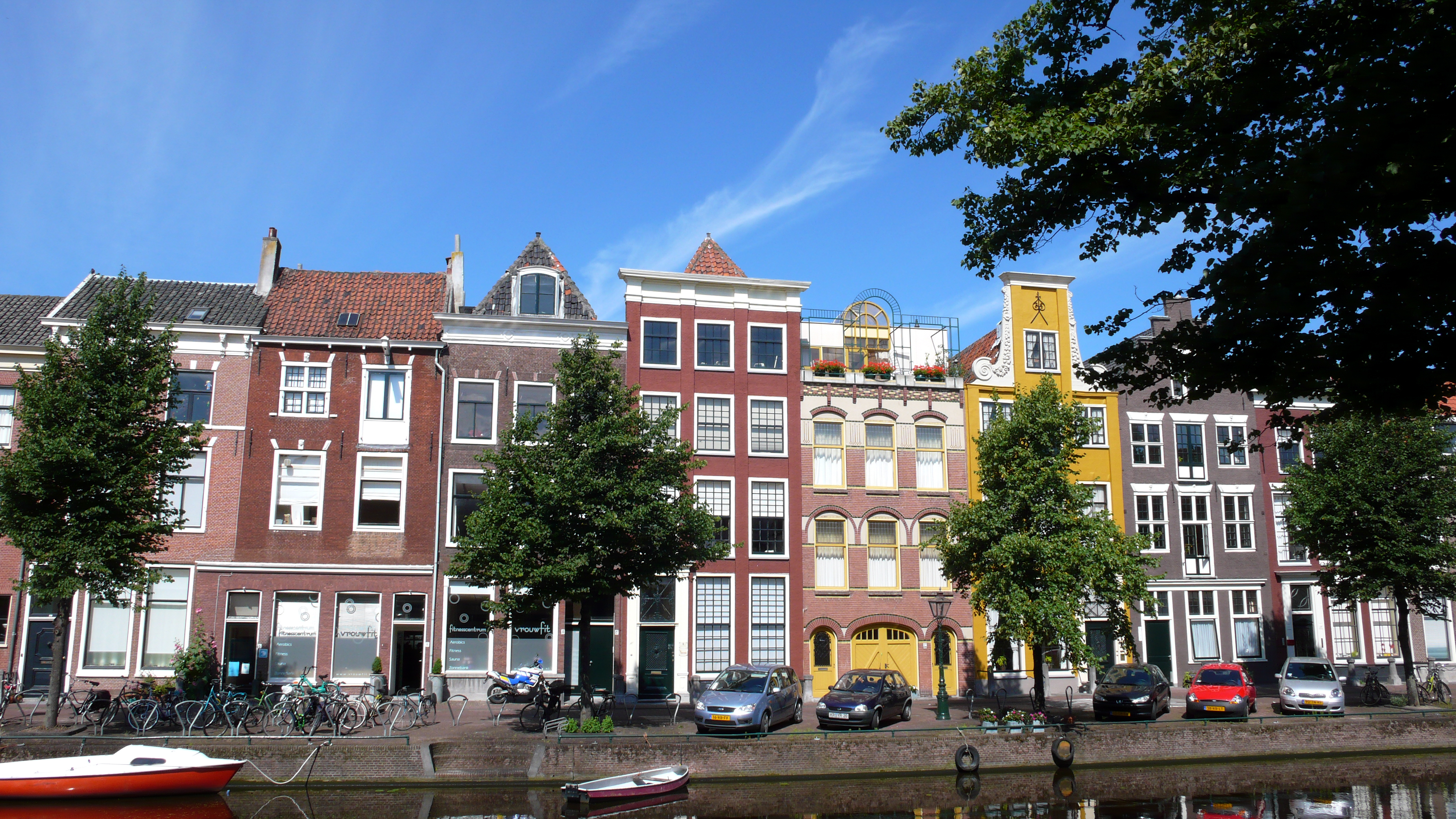
Herengracht.
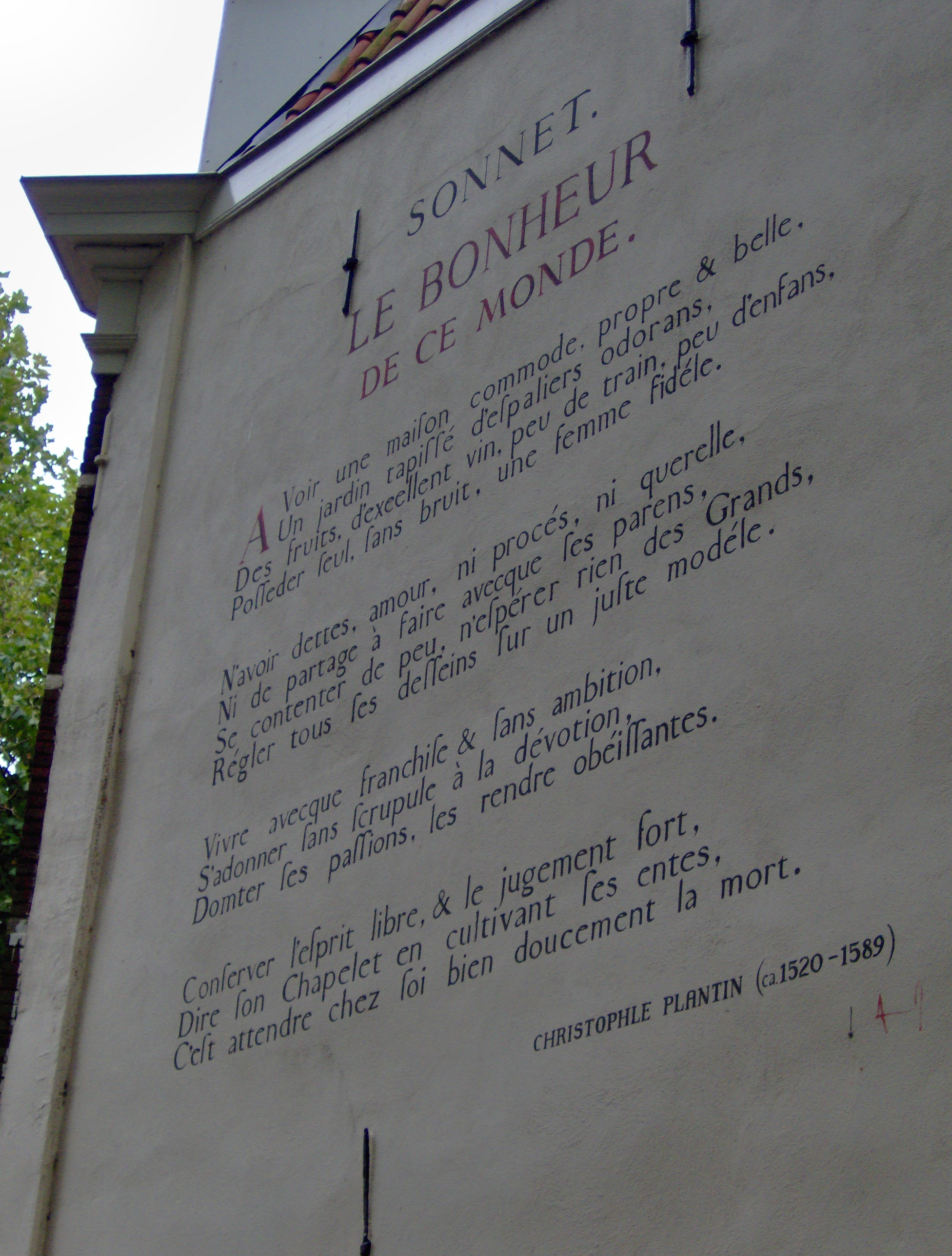
Poème de Plantin.
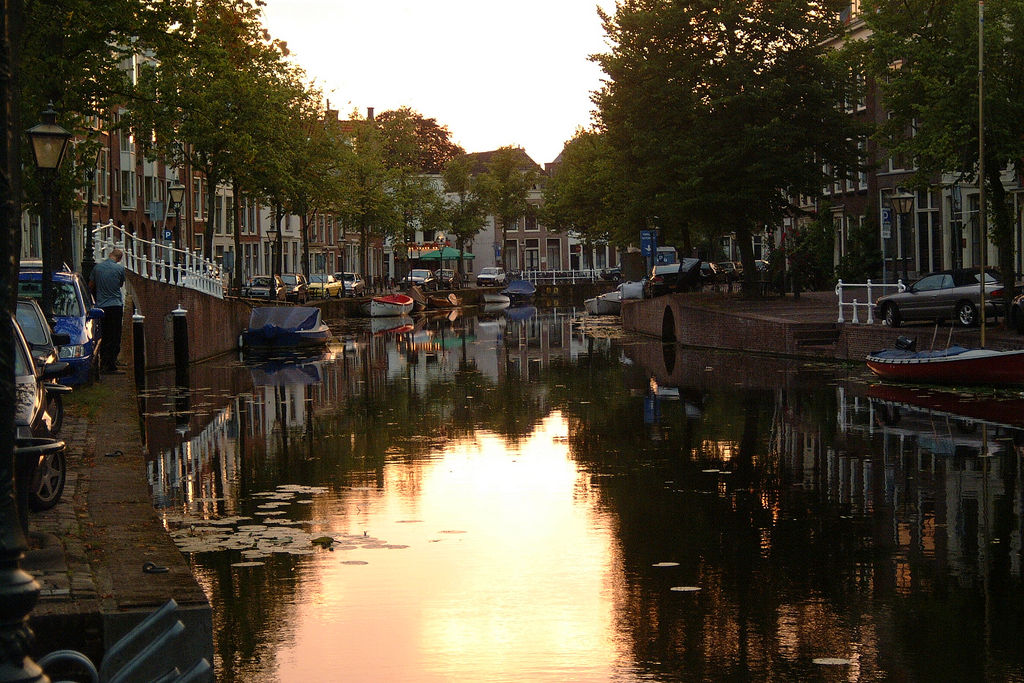
Le canal de Rapenburg.
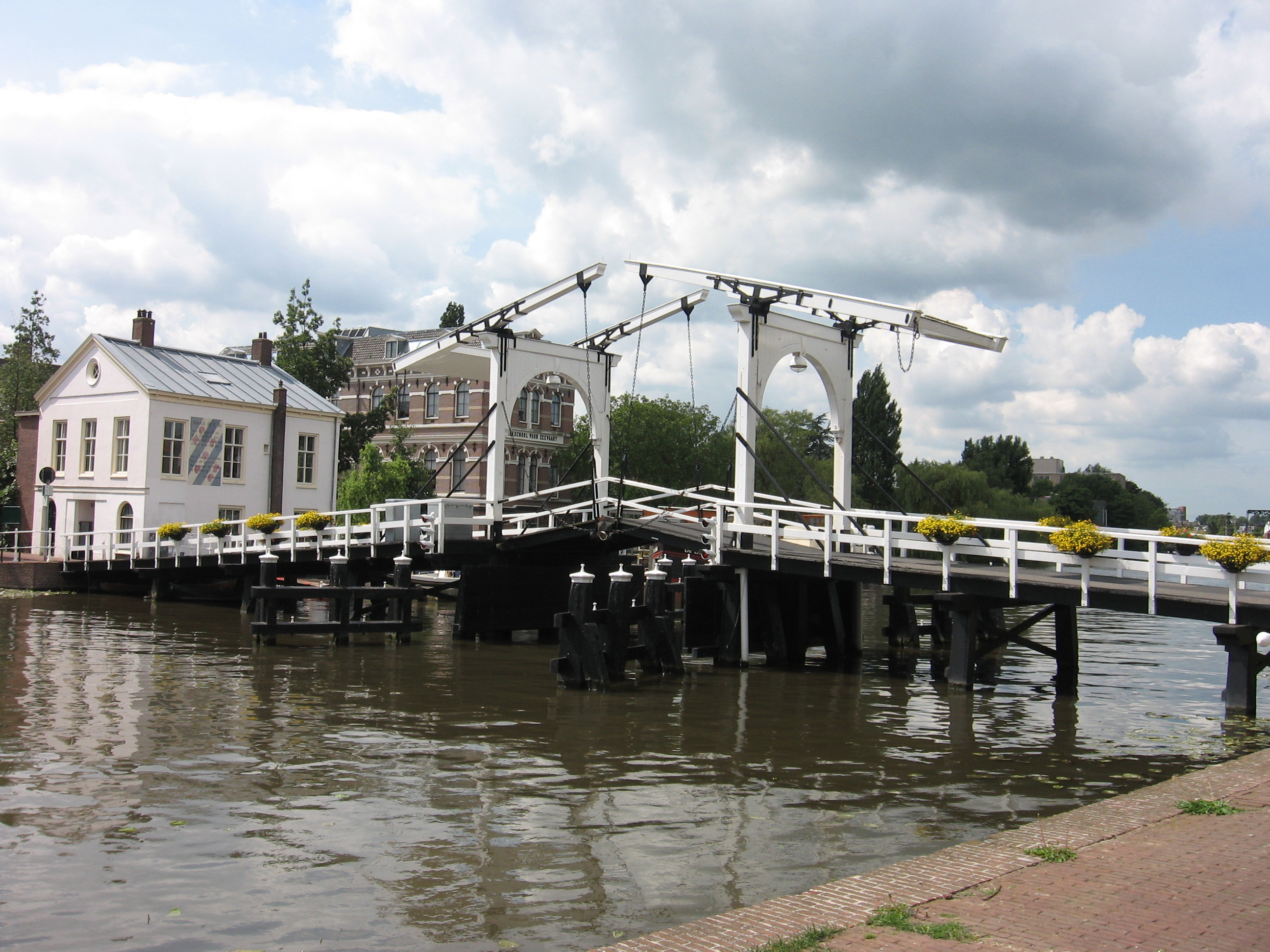
Le pont de Rembrandt.
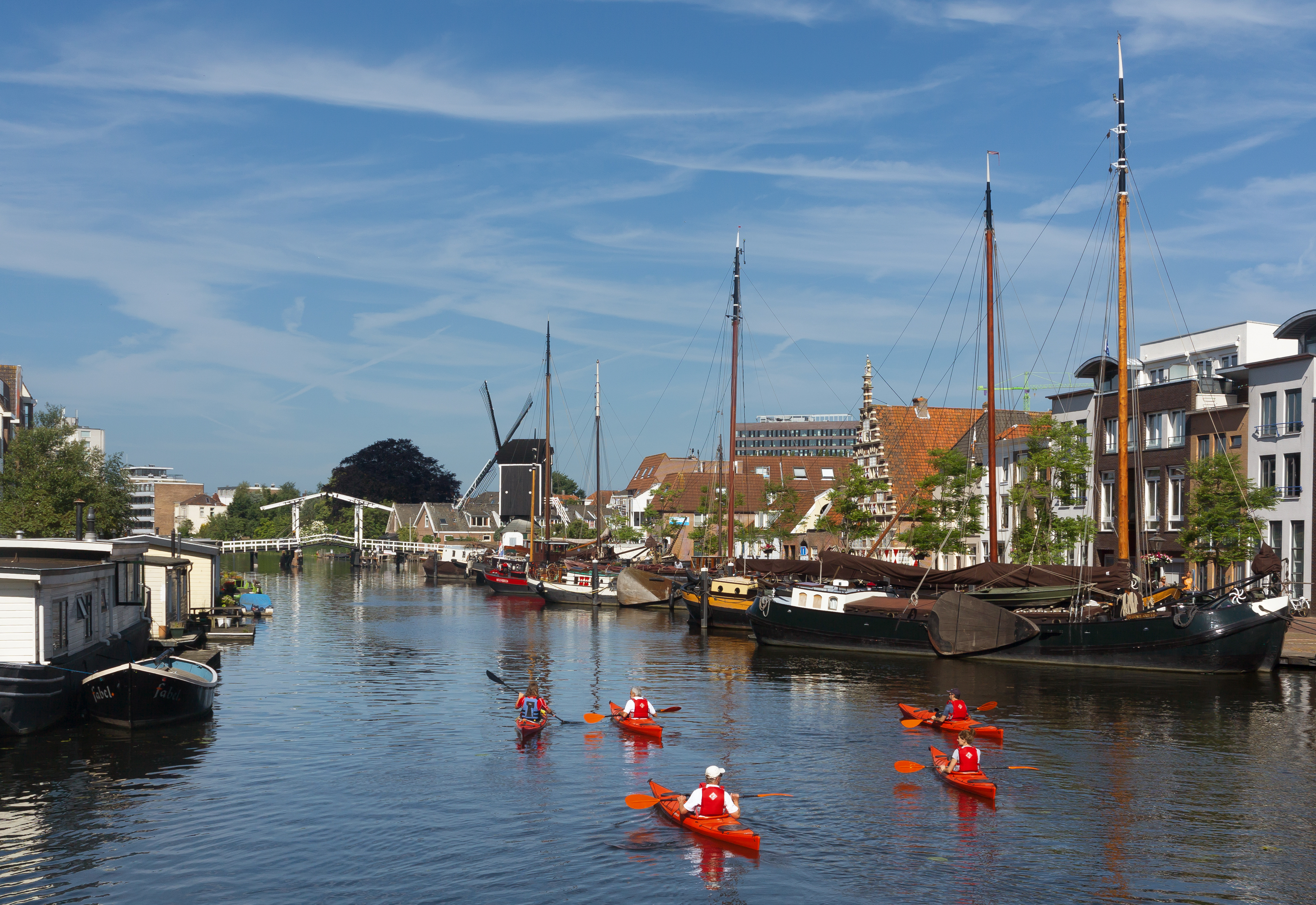
Vue sur le Kort Galgewater.
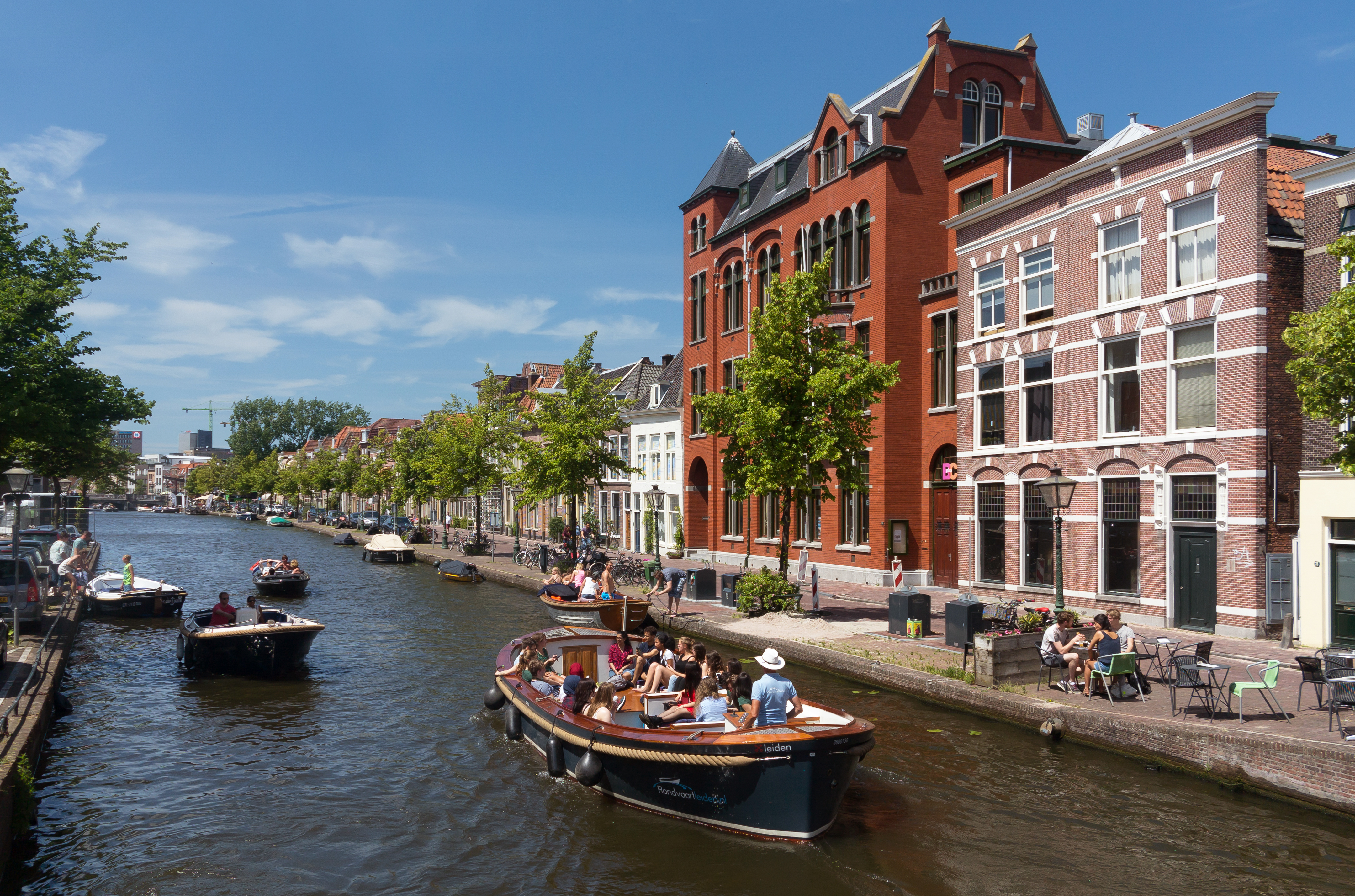
Vue sur l'Apothekersdijk.
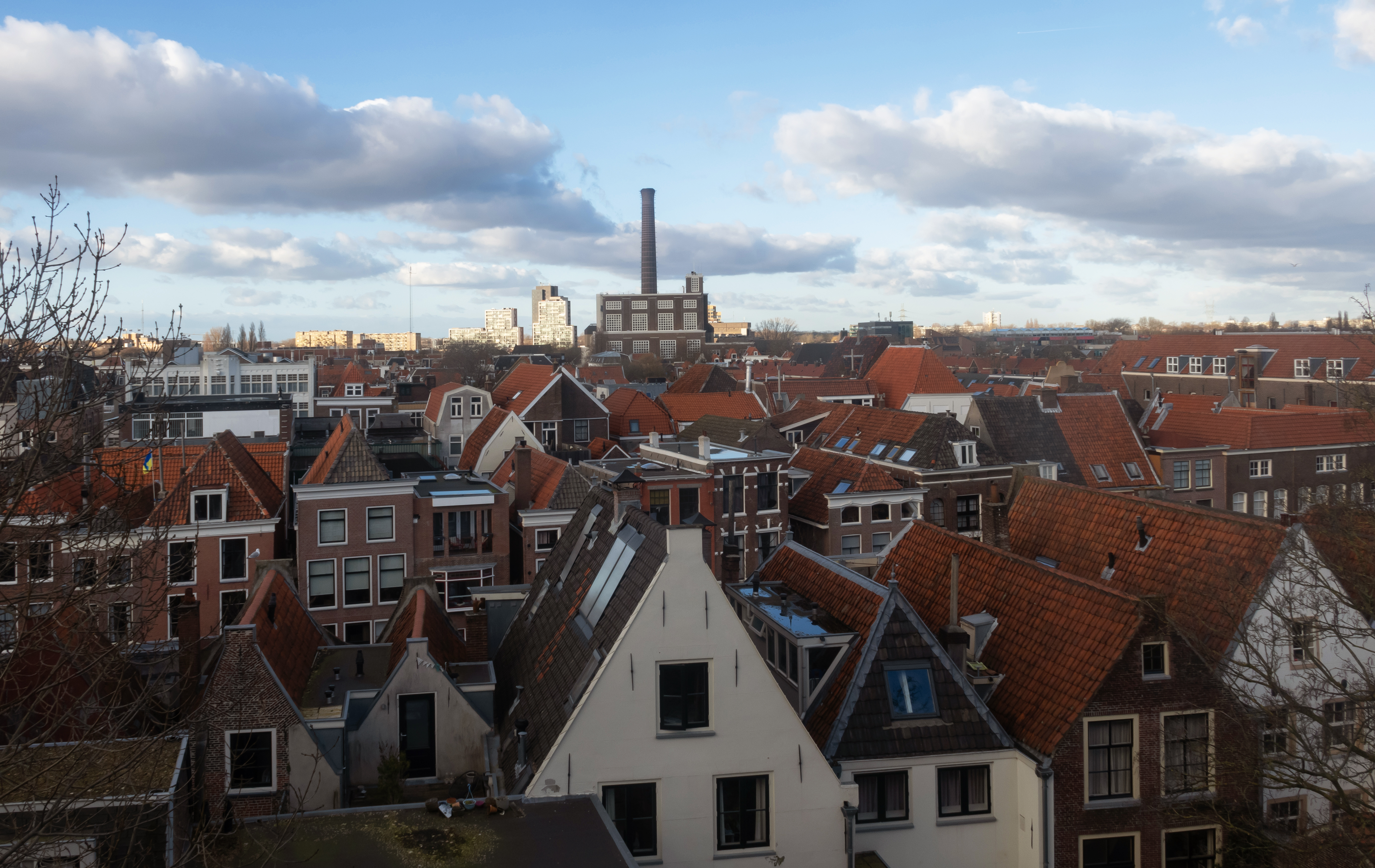
Vue depuis le château avec probablement la fabrique de farine en arrière-plan

### Musées

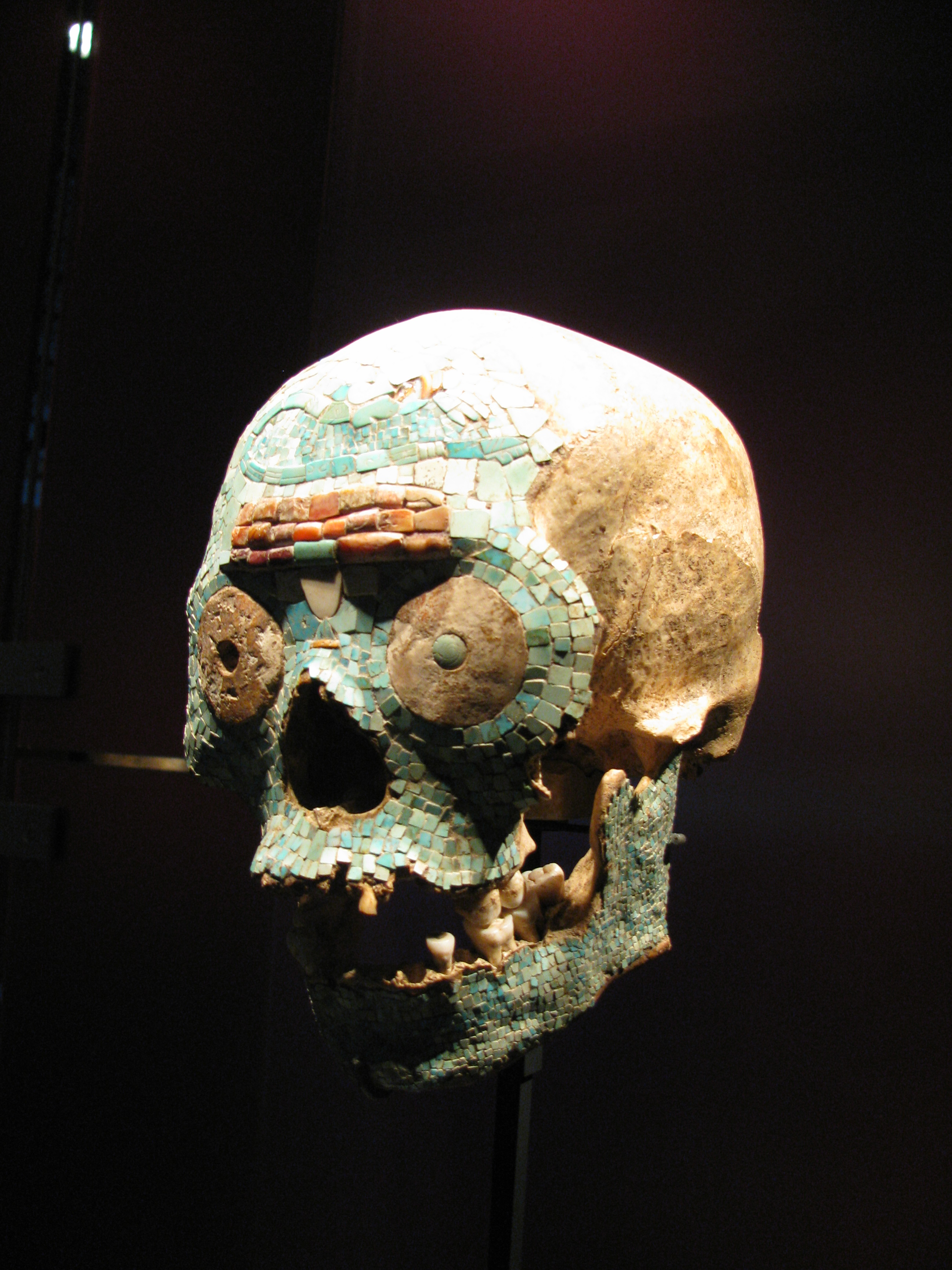
Crâne aztèque, musée d'ethnologie de Leyde.

La ville est depuis trois siècles remarquable par ses musées. Le musée municipal où s'expose le Jugement dernier de Lucas de Leyde est complété par cinq entités spécialisées en ethnographie, antiquités, histoire des sciences et beaux-arts. 
- Rijksmuseum van Natuurlijke Historie, le muséum national d'histoire naturelle.
- Rijksmuseum van Oudheden, le musée national des Antiquités.
- Musée municipal de Leyde ou Stedelijk Museum de Lakenhal.
- Musée Boerhaave ou Rijksmuseum voor de Geschiedenis van de Natuurwetenschappen en van de Geneeskunde.
- Rijksmuseum voor Volkenkunde, musée d'ethnologie.
- JapanMuseum SieboltHuis, maison de Philipp Franz von Siebold.

### Documents précieux
La bibliothèque universitaire (Universiteitsbibliotheek) conserve le plus ancien document contenant des mots bretons : le Manuscrit de Leyde, un traité de médecine du VIIIe siècle.
Un travail pluridisciplinaire de 2016 a montré qu'il pourrait s'agir de cornique qui, avec le gallois et le breton, font partie d’une seule et même langue brittonique et qu'il daterait plus probablement de la première moitié du Xe siècle.

### Évènements
Chaque année, le 3 octobre, les Fêtes du 3 octobre commémorent la fin du siège espagnol de la ville en 1574. C'est une journée de fête locale durant laquelle la circulation est interdite.

### Personnalités liées à la commune

#### Nées à Leyde
- Guillaume II de Hollande (1228-1256), comte de Hollande et roi des Romains
- Florent V de Hollande (1254-1296), comte de Hollande
- Nicolas Gerhaert de Leyde (vers 1420-1473), sculpteur
- Cornelis Engebrechtsz (vers 1465- vers 1530), peintre
- Pieter Cornelisz Kunst (1484- 1561), peintre verrier
- Lucas van Leyden ou Lucas de Leyde (1494-1533), peintre
- Aartgens, (1498-1564) peintre
- Hans Bockhold, dit Jean de Leyde (1509-1536), chef anabaptiste de la révolte de Münster
- Othon van Veen (1556-1634), peintre
- Willebrord Snell van Royen ou Snellius (1580-1626), mathématicien et physicien
- Jan van Goyen (1596-1656), peintre
- Rembrandt van Rijn (1606-1669), peintre
- Gérard Dou ou encore Gérard Dov ou Dow (1613-1675), peintre
- Frans van Schooten (1615-1660), mathématicien néerlandais
- Isaac Vossius (1618-1689), érudit et bibliophile.
- Nicolas Heinsius, (1620-1681), poète et diplomate
- Jan Steen, (1625-1679), peintre
- Gabriel Metsu, (1629-1667), peintre
- Frans van Mieris l'Ancien (1635-1681), peintre
- Pieter van der Aa (1659-1733), célèbre géographe, cartographe et libraire éditeur, né et établi à Leyde
- Gerard van Loon (1683-1760), historien et numismate
- Pieter van Musschenbroek (1692-1761), physicien, inventeur de la bouteille de Leyde, ancêtre du condensateur électrique
- Gerard van Swieten (1700-1772), médecin
- Jean Gijsberto de Mey van Streefkerk (1754-1844), homme politique néerlandais, bourgmestre de Leyde de 1824 à 1843
- Stefanus Jacobus van Langen (1758 -1847) homme politique néerlandais
- Jean Gijsberto de Mey van Streefkerk (1782-1841), homme politique néerlandais
- Johannes Diderik van der Waals (1837-1923), physicien, prix Nobel de physique 1910
- Marinus Van der Lubbe (1909-1934), inculpé incendiaire du Reichstag
- Willem Minderman (1910-1985), artiste visuel qui a fait partie de la Nieuwe Haagse School (nl)
- Willem Slijkhuis (1923-2003), coureur de demi-fond
- Gerben Karstens (1942-2022), coureur cycliste professionnel
- Lydia Schouten (1948), artiste néerlandaise
- Ronald Florijn (1961-), double champion olympique d'aviron.
- Petra Laurentien (1966, -), princesse des Pays-Bas
- Barbara Baarsma (1969), économiste néerlandaise
- David Martinon (1971, -), homme politique français
- Olivier Hekster (1974 -), historien et professeur d'université
- Armin van Buuren (1976, -), DJ trance et producteur
- Mechteld Jungerius (1995-), actrice néerlandaise.

#### Vivant ou ayant vécu à Leyde
- Charles de l'Écluse, ou Carolus Clusius (1526-1609), médecin et botaniste français, fondateur de l'Hortus Botanicus de Leyde, il introduit la tulipe aux Pays-Bas. Il meurt à Leyde le 4 avril 1609.
- Isaac Claesz van Swanenburg (1537-1614), peintre néerlandais né et mort à Leyde
- Joseph Juste Scaliger (1540-1609), philologue et historien français. Il meurt à Leyde en 1609.
- Ludolph van Ceulen (1540-1610), premier professeur de mathématiques de l'université de Leyde. Mort à Leyde.
- Louis Elzevier (1540-1617), imprimeur à Leyde
- Juste Lipse (1547-1606), philologue et humaniste
- Jacobus Arminius (circa 1560-1609), théologien hollandais
- Baudius (1561-1613), poète neo-latin
- Franciscus Gomarus,(1563-1641), théologien hollandais calviniste
- Pieter Scriverius ou Pierre Schryver, poète, historien et philologue.
- Daniel Heinsius (1580-1655), philologue, écrivain et poète hollandais
- Simon Bischop, ou Simon Episcopius (1583-1643), théologien hollandais.
- Claude Saumaise (1588-1653), philologue et humaniste français
- René Descartes (1596-1650), mathématicien, physicien, et philosophe français
- Friedrich Spanheim l'Ancien (1600-1649), professeur de théologie, mort à Leyde
- Franciscus de le Boë Sylvius (1614-1672), médecin et anatomiste néerlandais. Il meurt à Leyde en 1672.
- Antonius Hulsius (1615-1685), philologue et théologien allemand, professeur à l'université de Leyde de 1668 à sa mort.
- Johann van Waveren Hudde (1628-1704), mathématicien néerlandais
- Adriaan Koerbagh (1632-1669), juriste et libre-penseur néerlandais
- Friedrich Spanheim le Jeune (1632-1701), professeur de théologie et d'histoire sacrée, mort à Leyde
- Jan Swammerdam (1637-1680), naturaliste néerlandais
- Frederik Ruysch (1638-1731), médecin et anatomiste néerlandais
- Thomas Bartholin, médecin, mathématicien et théologien danois
- Niels Stensen (1638-1686), ou Nicolaus Stenonis, en français Nicolas Steno ou Nicholas Steno, anatomiste et géologue danois
- Reinier de Graaf (1641-1673), médecin et anatomiste néerlandais
- Jacobus Perizonius (1651-1715), philologue hollandais
- Herman Boerhaave (1668-1738), médecin, botaniste et humaniste néerlandais. Il meurt à Leyde en 1738.
- Willem Jacob 's Gravesande (1688-1742), philosophe et physicien. Il meurt à Leyde en 1742.
- Carl von Linné, ou Carl Linnæus (1707-1778), naturaliste suédois
- Adriaan Kluit (1735-1807), linguiste et historien, mort à Leyde ;
- David Pierre Giottino Humbert de Superville (1770-1849), savant et artiste néerlandais
- Jacobus Cornelius Kapteyn (1851-1922), astronome néerlandais
- Jacobus Henricus van 't Hoff (1852-1911), physicien et chimiste néerlandais, lauréat du prix Nobel de chimie en 1901
- Heike Kamerlingh Onnes (1853-1926), physicien néerlandais, lauréat du prix Nobel de physique en 1913
- Willem Einthoven (1860-1927), physiologiste néerlandais, lauréat du prix Nobel de physiologie ou médecine en 1924. Il meurt à Leyde en 1927.
- Pieter Zeeman (1865-1943), physicien néerlandais, lauréat du prix Nobel de physique en 1902
- Willem de Sitter (1872-1934), mathématicien, physicien et astronome. Directeur de l'observatoire de Leyde de 1919 à 1934.
- Ejnar Hertzsprung (1873-1967), chimiste et astronome danois. Directeur de l'observatoire de Leyde à partir de 1937.
- Jan Hendrik Oort (1900-1992), astronome néerlandais. Directeur de l'observatoire de Leyde de 1945 à 1970.

### Langue dialectale
Le dialecte de Leyde (Leids en nl.) est encore parlé dans la ville et dans ses environs. Il appartient au groupe linguistique du hollandais méridional.
Ce dialecte de Leyde est un dialecte hollandais qui, au cours des XVIe siècle et surtout XVIIe siècle, s'étend de plus en plus vers les dialectes des villages et villes environnants. Cela est imputé à la grande immigration religieuse venant du Sud, surtout des Pays-Bas méridionaux, en particulier des Flandres, du Limbourg, du Brabant et du Luxembourg ainsi qu'au-delà, de Lorraine et du royaume de France.
Le dialecte urbain de Leyde montre assez tôt une remarquable diversité, aussi bien dans les sons que dans les choix lexicaux. En fait, il résulte de la rencontre par fusion ou assimilation, opposition en doublon ou divergence irréductible avec effacement d'au moins deux dialectes sources différents à l'origine, un idiome hollandais et un idiome flamand-occidental. Ce dernier idiome a disparu depuis longtemps, mais il est encore attesté au XIXe siècle, période de basses eaux religieuses pendant laquelle un groupe assez important de gens à statut social élevé abandonne le dialecte pour cultiver souvent un plurilinguisme de prestige.
Le dialecte de Leyde était souvent comparé, par les observateurs qui n'étaient pas habitants de Leyde, avec le dialecte de Rotterdam, avec qui il partage bien plus de ressemblances qu'avec celui de La Haye, d'Amsterdam ou d'Utrecht.